# W-League 2018/19
Die W-League 2018/19 war die elfte Spielzeit der australischen Fußballliga der Frauen. Titelverteidiger war Melbourne City FC. Die Saison begann am 25. Oktober 2018 und endete am 16. Februar mit den Meisterschaftsfinale. 

## Teilnehmer und ihre Spielorte
| Team                     | Stadt     | Trainer           | Heimstadion                   | Kapazität |
| ------------------------ | --------- | ----------------- | ----------------------------- | --------- |
| Adelaide United          | Adelaide  | Ivan Karlović     | Marden Sports Complex         | 6.000     |
| Brisbane Roar            | Brisbane  | Melissa Andreatta | Suncorp Stadium               | 52.500    |
| Canberra United FC       | Canberra  | Heather Garriock  | McKellar Park                 | 3.500     |
| Melbourne City FC        | Melbourne | Rado Vidošić      | Melbourne Rectangular Stadium | 30.050    |
| Melbourne Victory        | Melbourne | Jeff Hopkins      | Melbourne Rectangular Stadium | 30.050    |
| Newcastle United Jets    | Newcastle | Craig Deans       | McDonald Jones Stadium        | 33.000    |
| Perth Glory              | Perth     | Bobby Despotovski | Dorrien Gardens               | 4.000     |
| Sydney FC                | Sydney    | Ante Juric        | Allianz Stadium               | 45.500    |
| Western Sydney Wanderers | Sydney    | Dan Barrett       | Marconi Stadium               | 9.000     |

## Reguläre Saison
| Pl. | Verein                   | Sp. | S | U | N  | Tore    | Diff. | Punkte |
| --- | ------------------------ | --- | - | - | -- | ------- | ----- | ------ |
| 1.  | Melbourne Victory        | 12  | 7 | 3 | 2  | 021:150 | +6    | 24     |
| 2.  | Brisbane Roar            | 12  | 6 | 2 | 4  | 018:170 | +1    | 20     |
| 3.  | Sydney FC                | 12  | 6 | 1 | 5  | 028:190 | +9    | 19     |
| 4.  | Perth Glory              | 12  | 5 | 4 | 3  | 028:200 | +8    | 19     |
| 5.  | Melbourne City FC (M)    | 12  | 6 | 1 | 5  | 020:150 | +5    | 19     |
| 6.  | Adelaide United          | 12  | 5 | 3 | 4  | 017:190 | −2    | 18     |
| 7.  | Newcastle United Jets    | 12  | 5 | 1 | 6  | 018:210 | −3    | 16     |
| 8.  | Canberra United FC       | 12  | 3 | 4 | 5  | 013:180 | −5    | 13     |
| 9.  | Western Sydney Wanderers | 12  | 1 | 1 | 10 | 011:300 | −19   | 04     |

| Qualifikation für das Meisterschaftsturnier |                                        |
| (M)                                         | Amtierender Meister: Melbourne City FC |

## Meisterschaftsturnier
Im Meisterschaftsturnier spielen die besten Vier Teams gegeneinander. Die Gewinner des Halbfinales qualifizieren sich für das Finale.

### Halbfinale
|                   | Ergebnis |             |
| ----------------- | -------- | ----------- |
| Melbourne Victory | 2:4      | Perth Glory |
| Brisbane Roar     | 1:2      | Sydney FC   |

### Finale
|           | Ergebnis |             |
| --------- | -------- | ----------- |
| Sydney FC | 4:2      | Perth Glory |

## Statistik

### Zuschauertabelle
| Platz  | Mannschaft               | Heimspiele | Zuschauer | pro Spiel |
| ------ | ------------------------ | ---------- | --------- | --------- |
| 01.    | Sydney FC                | 6          | 15.255    | 2.543     |
| 02.    | Melbourne City FC        | 7          | 17.660    | 2.523     |
| 03.    | Brisbane Roar            | 7          | 15.612    | 2.230     |
| 04.    | Melbourne Victory        | 6          | 13.232    | 2.205     |
| 05.    | Western Sydney Wanderers | 6          | 8.947     | 1.491     |
| 06.    | Newcastle United Jets    | 6          | 8.938     | 1.490     |
| 07.    | Canberra United FC       | 6          | 7.802     | 1.300     |
| 08.    | Perth Glory              | 7          | 8.032     | 1.147     |
| 09.    | Adelaide United          | 7          | 6.291     | 899       |
| Gesamt | Gesamt                   | 540        | 101.7690  | 01.885    |

### Torschützenliste
Bei gleicher Anzahl von Treffern sind die Spieler alphabetisch geordnet.
| Platz | Spieler         | Mannschaft        | Tore |
| ----- | --------------- | ----------------- | ---- |
| 01    | Sam Kerr        | Perth Glory       | 13   |
| 02    | Natasha Dowie   | Melbourne Victory | 9    |
| 0     | Caitlin Foord   | Sydney FC         | 9    |
| 0     | Veronica Latsko | Adelaide United   | 9    |
| 05    | Rachel Hill     | Perth Glory       | 5    |